# 赫拉克利德岬

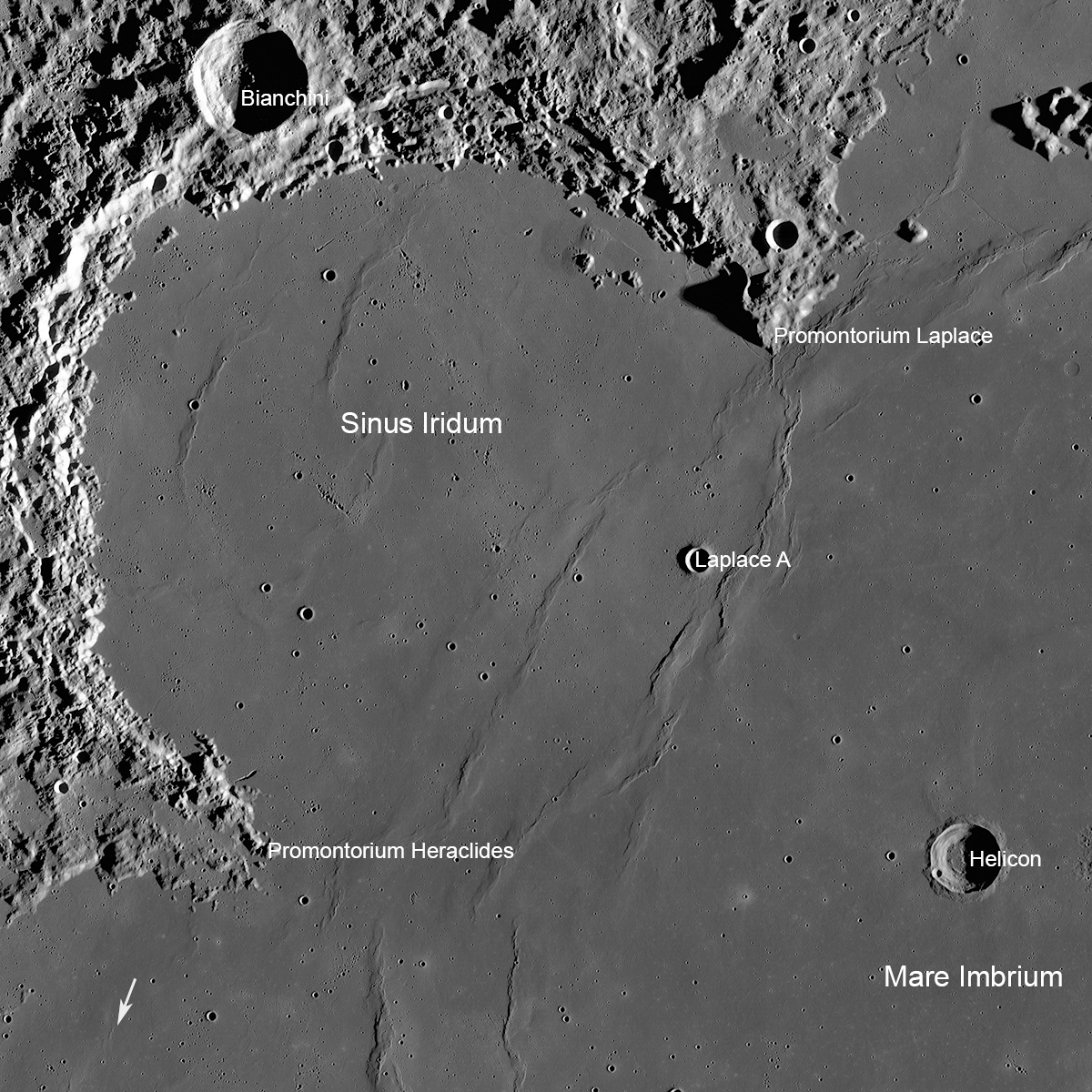
月球勘测轨道飞行器标注的虹湾; 赫拉克利特岬被标记在左下部.

赫拉克利特岬（Promontorium Heraclides）是位于近月面雨海中的一个隆起的山岬，它的月面座标为40.3°N，33.2°W，直径50公里，是虹湾西部边缘的标志性特征。
赫拉克利特岬是以古希腊哲学家和天文学家赫拉克利德斯·彭提乌斯（Heraclides Ponticus）之名命名。1970年11月17日，苏联月球探测器月球17号曾降落在赫拉克利特岬30公里附近。该月岬的形状，在1679年乔瓦尼·多梅尼科·卡西尼绘制的月面图中，被描绘成一位眺望虹湾的女性之脸，这也就是“月亮姑娘”描述之争的起源 。

## 卫星坑
按照惯例，最靠近赫拉克利德岬的卫星陨石坑将在月图上用字母在陨坑中心点旁标注出来。
| 赫拉克利德 | 纬度    | 经度    | 直径   |
| ---------- | ------- | ------- | ------ |
| A          | 40.9° N | 34.2° W | 6 公里 |
| E          | 42.9° N | 32.7° W | 4 公里 |
| F          | 38.5° N | 33.7° W | 3 公里 |

## 参引资料
1. ↑  布吕尼耶, 瑟奇; 蒂里·勒高勒. . 萤火虫图书. 2006年: 第91页. ISBN 978-1-55407-173-9.
2. ↑  . 大英图书馆.   [2015年5月13日]. （原始内容存档于2015年6月11日）.